# Ducktown (Tennessee)
Ducktown es una ciudad ubicada en el condado de Polk en el estado estadounidense de Tennessee. En el Censo de 2010 tenía una población de 475 habitantes y una densidad poblacional de 69,73 personas por km².

## Geografía
Ducktown se encuentra ubicada en las coordenadas 35°2′10″N 84°23′8″O / 35.03611, -84.38556. Según la Oficina del Censo de los Estados Unidos, Ducktown tiene una superficie total de 6.81 km², de la cual 6.81 km² corresponden a tierra firme y (0%) 0 km² es agua.

## Demografía
Según el censo de 2010, había 475 personas residiendo en Ducktown. La densidad de población era de 69,73 hab./km². De los 475 habitantes, Ducktown estaba compuesto por el 96.21% blancos, el 0.21% eran afroamericanos, el 0% eran amerindios, el 0% eran asiáticos, el 0% eran isleños del Pacífico, el 0.21% eran de otras razas y el 3.37% pertenecían a dos o más razas. Del total de la población el 0.21% eran hispanos o latinos de cualquier raza.